# Galejslaven Jean Valjean
Galejslaven Jean Valjean er en amerikansk stumfilm fra 1909 af J. Stuart Blackton.

## Medvirkende
- William V. Ranous som Javert.
- Maurice Costello som Jean Valjean.
- Hazel Neason.
- Marc McDermott.